# Taigete (satélite)
Taigete, ou Júpiter XX, é um satélite natural de Júpiter. Foi descoberto por uma equipa de astrónomos da Universidade do Hawai em 2000, tendo recebido a designação temporária S/2000 J 9.
Taigete tem cerca de cinco quilómetros de diâmetro, orbitando Júpiter a uma distância média de 22,439 Mm em 686,675 dias, com uma inclinação de 165º em relação à eclíptica (163º em relação ao equador de Júpiter), num movimento retrógado e com uma excentricidade orbital de 0,3678.[carece de fontes?]
Recebeu o seu nome em Outubro de 2002 em honra a Taigete, uma das Plêiades, filha do titã Atlas e mãe de Lacedemão. Pertence ao grupo Carme de satélites de Júpiter, que é constituído por luas de movimento irregular retrógado orbitando a distâncias entre os 23 e 24 Gm e com inclinações de cerca de 165º.[carece de fontes?]